# Alan Medina
Alan Medina Camacho (Culiacán, 19 agosto 1997) è un calciatore messicano, centrocampista del Querétaro.

## Caratteristiche tecniche
È un centrocampista offensivo.

## Carriera
Cresciuto nel settore giovanile del Toluca, ha esordito in prima squadra il 9 agosto 2018 disputando l'incontro di Copa MX perso 2-0 contro il Club Tijuana. Il 5 gennaio 2019 ha esordito anche in Liga MX in occasione del match vinto 3-1 contro il Monarcas Morelia.

## Statistiche
Statistiche aggiornate al 29 agosto 2020.

### Presenze e reti nei club
| Stagione        | Squadra         | Campionato      | Campionato | Campionato | Coppe nazionali | Coppe nazionali | Coppe nazionali | Coppe continentali | Coppe continentali | Coppe continentali | Altre coppe | Altre coppe | Altre coppe | Totale | Totale | Totale |
| Stagione        | Squadra         | Comp            | Pres       | Reti       | Comp            | Pres            | Reti            | Comp               | Pres               | Reti               | Comp        | Pres        | Reti        | Pres   | Reti   |        |
| --------------- | --------------- | --------------- | ---------- | ---------- | --------------- | --------------- | --------------- | ------------------ | ------------------ | ------------------ | ----------- | ----------- | ----------- | ------ | ------ | ------ |
| 2018-2019       | Toluca          | LMX             | 13         | 2          | CM              | 1               | 0               | CCC                | 1                  | 0                  |             | -           | -           | 15     | 2      |        |
| 2019-2020       | Toluca          | LMX             | 5          | 1          | CM              | 1               | 0               |                    | -                  | -                  |             | -           | -           | 6      | 1      |        |
| 2020-2021       | Toluca          | LMX             | 7          | 1          | -               | -               | -               |                    | -                  | -                  |             | -           | -           | 7      | 1      |        |
| Totale carriera | Totale carriera | Totale carriera | 25         | 4          |                 | 2               | 0               |                    | 1                  | 0                  |             | -           | -           | 28     | 4      |        |